# Fédération Internationale des Administrateurs de Biens Conseils Immobiliers
Die Fédération Internationale des Administrateurs de Biens Conseils et Agent Immobiliers, kurz FIABCI, ist der internationale Dachverband der Immobilienwirtschaft mit Hauptsitz in Paris, der Mitte der 1940er Jahre von Pierre Colleville initiiert und 1951 gegründet wurde.

## Geschichte
In den 1940er Jahren begann Pierre Colleville mit der Umsetzung der Idee zur Schaffung einer Organisation, die eine Bündelung der Mitarbeiter in Bereich der Immobilienwirtschaft zum Ziel hatte. Dies führte letztendlich nach den ersten Kongressen, an denen bereits interessierte Länder teilnahmen, im Jahre 1951 zur Gründung der Fédération Internationale des Administrateurs de Biens Conseils et Agent Immobiliers in Paris. Beteiligt waren u. a. Österreich, Belgien, Frankreich, Deutschland und die Vereinigten Staaten.

## Verbandsstruktur
Die Fédération Internationale des Administrateurs de Biens Conseils et Agent Immobiliers bildet ein weltweites Netzwerk für Berufsangehörige und Unternehmen der Immobilienbranche, welches in etwa 1,5 Millionen Mitglieder umfasst. Diese sind strukturell organisiert in einzelnen nationalen Landesverbänden oder betätigen sich gemeinschaftlich in ihren Landesdelegationen. Hinzu kommen der FIABCI direkt angehörende Einzelmitglieder.

## FIABCI Prix d’Excellence Award
Der internationale FIABCI Prix d’Excellence Award wird seit 1992 in verschiedenen Kategorien, unter anderem die Bereiche Hotel, Industrie, Büro und Umwelt betreffend, vergeben. Öffentliche Infrastruktur, Wohnbebauung und Umwelt sind weitere zu vergebende Auszeichnungen. Die Preisverleihung erfolgt während des Weltkongresses der FIABCI. Die Preisträger werden öffentlich benannt und erhalten Zugang zu internationalen Netzwerken einschließlich des der Fédération Internationale des Administrateurs de Biens Conseils Immobiliers.

### FIABCI Prix d’Excellence Germany
Seit dem Jahr 2014 gehört Deutschland in Kooperation mit dem Bundesverband freier Immobilien- und Wohnungsunternehmen (BFW) und der International Real Estate Federation zu den Nationen, die den FIABCI Prix d’Excellence als nationalen Preis in den Stufen Gold, Silber und Bronze jährlich ausloben. Der Wettbewerb zeichnet Projektentwicklungen in den Kategorien Wohnen und Gewerbe aus und würdigt, laut eigener Aussage, herausragende Leistungen in der Immobilienwirtschaft und fördert somit die Schaffung von qualitativ hochwertigen Lebensräumen. Darüber hinaus beteiligt sich das Bundesministerium für Wohnen, Stadtentwicklung und Bauwesen mit dem Sonderpreis für „Bezahlbares Bauen“ an dem Wettbewerb. Ein weiterer Sonderpreis wird für „Innovatives Bauen“ ausgelobt. Die Goldgewinner des Prix d’Excellence in der Kategorie Wohnen und Gewerbe qualifizieren sich automatisch für den nächsten internationalen FIABCI World Prix d’Excellence.

### FIABCI weitere nationale Prix d’Excellence
- FIABCI Prix d’Excellence Austria, Erstverleihung 2018
- Brasil Premio Master Imobiliario Award, Erstverleihung 1994
- FIABCI-Colombia Premió la Excelencia Inmobiliaria, Erstverleihung 1996
- Hungarian Real Estate Development Award, Erstverleihung 1997
- FIABCI-Indonesia-REI Excellence Award, Erstverleihung 2009
- Malaysia Property Award, Erstverleihung 1992
- FIABCI-Philippines Property And Real Estate Awards, Erstverleihung 2015
- Singapore Property Awards, Erstverleihung 2011
- FIABCI-Taiwan Real Estate Excellence Award, Erstverleihung 2006
- FIABCI-USA Grand Prix of Real Estate Awards, Erstverleihung 2012
- FIABCI-Thai Prix d’Excellence Awards, Erstverleihung 2019
- FIABCI-Georgia Prix d’Excellence Award, Erstverleihung 2022

## Präsidenten des Weltverbandes
Die Präsidenten des Weltverbandes werden für einen Zeitraum von einem Jahr oder bis zu ihrer Ablösung durch einen Nachfolger in das Amt berufen und können nicht direkt wiedergewählt werden. Die Amtsinhaber sind bevollmächtigt, die Belange des Verbands in inneren und äußeren Angelegenheiten vollumfänglich wahrzunehmen. Die Übergabe des Amtes wird während des Weltkongresses mittels Weiterreichung der Präsidentenmedaille, die immer zu tragen ist, vollzogen. Zurzeit bekleidet Susan Greenfield, dem Landesverband United States of America angehörend, das Amt.
| Name                   | Zeitspanne | Mitgliedsland            |
| ---------------------- | ---------- | ------------------------ |
| Pierre Colleville      | 1951–1955  | Frankreich               |
| Horace Julliard        | 1955–1957  | Schweiz                  |
| Leonard Reaume         | 1957–1959  | Vereinigte Staaten       |
| Hans Plank             | 1959–1961  | Österreich               |
| Paul Vieöhomme         | 1961–1963  | Frankreich               |
| Elie Cordier           | 1963–1965  | Belgien                  |
| Edward E. Saunders     | 1965–1967  | Vereinigtes Königreich   |
| Jean Bailly            | 1967–1969  | Frankreich               |
| John C. Tysen          | 1969–1971  | Vereinigte Staaten       |
| Willy V. Egeli         | 1971–1973  | Schweiz                  |
| Geoffrey L. Gay        | 1973–1975  | Vereinigtes Königreich   |
| Philip D. P. Holmes    | 1975–1977  | Kanada                   |
| Woodrow Weight         | 1977–1979  | Australien               |
| Georges De Wandeleer   | 1979–1980  | Belgien                  |
| Philip C. Smaby        | 1980–1981  | Vereinigte Staaten       |
| Giovanni Gabetti       | 1981–1982  | Italien                  |
| Hideo Edo              | 1982–1983  | Japan                    |
| Renée Richardiere      | 1983–1984  | Frankreich               |
| Cilve H. Lewis         | 1984–1985  | Vereinigtes Königreich   |
| Ralph Pritchard        | 1985–1986  | Vereinigte Staaten       |
| Otto Stöben            | 1986–1987  | Deutschland              |
| Albert Fish            | 1987–1988  | Deutschland              |
| Glyn T. H. Ing         | 1988–1989  | Taiwan                   |
| Ir. Ciputra            | 1989–1990  | Indonesien               |
| Jean-Claude Amselle    | 1990–1991  | Frankreich               |
| J. Hajine Tsuboi       | 1991–1992  | Japan                    |
| Alan Hood              | 1992–1993  | Vereinigtes Königreich   |
| Luiz Carlos De Almeida | 1993–1994  | Brasilien                |
| Willy Egeli            | 1994–1995  | Schweiz                  |
| Ferry Sonneville       | 1995–1996  | Indonesien               |
| Sheldon Good           | 1996–1997  | Vereinigte Staaten       |
| Alfons Metzger         | 1997–1998  | Österreich               |
| Anthony P. Grant       | 1998–1999  | Vereinigtes Königreich   |
| Jun-Ichiro Tanaka      | 1999–2000  | Japan                    |
| Laurence Mccabe        | 2000–2001  | Irland                   |
| Nestor Weigand         | 2001–2002  | Vereinigte Staaten       |
| Daniel Teo             | 2002–2003  | Singapur                 |
| Jean-Marc Levet        | 2003–2004  | Frankreich               |
| John E.Greig           | 2004–2005  | Australien               |
| Alan Tong              | 2005–2006  | Malaysia                 |
| Owen Gwyn Jr.          | 2006–2007  | Vereinigte Staaten       |
| Julian Josephs         | 2007–2008  | Vereinigtes Königreich   |
| Luis F. Correa-B.      | 2008–2009  | Kolumbien                |
| Lisa Kurras            | 2009–2010  | Vereinigte Staaten       |
| Enrico Campagnoli      | 2010–2011  | Italien                  |
| Alexander Romanenko    | 2011–2012  | Russland                 |
| Judy Shemefield        | 2012–2013  | Vereinigte Staaten       |
| Flavio Gonzaga Nunes   | 2013–2014  | Brasilien                |
| Robyn Waters           | 2014–2015  | Australien               |
| Danielle Grossenbacher | 2015–2016  | Vereinigte Staaten       |
| Kirkor Ajderhanyan     | 2016–2017  | Frankreich               |
| Farook Mahmood         | 2017–2018  | Indien                   |
| Assen Makendonov       | 2018–2019  | Bulgarien                |
| Walid Moussa           | 2019–2020  | Arabische Staaten        |
| Florentino Dulalia     | 2020–2021  | Philippinen              |
| Jordi Ribó Casanovas   | 2021–2022  | Andorra                  |
| Susan Greenfield       | 2022–2023  | United States of America |